# Sci alpino ai XIX Giochi olimpici invernali - Combinata maschile
Tra le competizioni dello sci alpino ai XIX Giochi olimpici invernali di Salt Lake City 2002 la combinata maschile si disputò mercoledì 13 febbraio sulle piste Grizzly e Wildflower di Snowbasin; il norvegese Kjetil André Aamodt vinse la medaglia d'oro, lo statunitense Bode Miller si aggiudicò quella d'argento e l'austriaco Benjamin Raich quella di bronzo.
Detentore uscente del titolo era l'austriaco Mario Reiter, che aveva vinto la gara dei XVIII Giochi olimpici invernali di Nagano 1998 disputata sul tracciato di Happo One precedendo il norvegese Lasse Kjus (medaglia d'argento) e l'austriaco Christian Mayer (medaglia di bronzo); il campione mondiale in carica era lo stesso Aamodt, vincitore a Sankt Anton am Arlberg 2001 davanti all'austriaco Mario Matt e allo svizzero Paul Accola.

## Risultati
| Pos. | Pett. | Atleta                          | Nazione              | Tempo discesa libera | Pos. discesa libera | Tempo slalom speciale | Pos. slalom speciale | Tempo totale | Distacco |
| ---- | ----- | ------------------------------- | -------------------- | -------------------- | ------------------- | --------------------- | -------------------- | ------------ | -------- |
| 1    | 7     | Kjetil André Aamodt             | Norvegia             | 1:38,79              | 1                   | 1:38,77               | 4                    | 3:17,56      |          |
| 2    | 15    | Bode Miller                     | Stati Uniti          | 1:41,23              | 15                  | 1:36,61               | 1                    | 3:17,84      | +0,28    |
| 3    | 16    | Benjamin Raich                  | Austria              | 1:41,05              | 13                  | 1:37,21               | 3                    | 3:18.26      | +0,70    |
| 4    | 21    | Rainer Schönfelder              | Austria              | 1:41,90              | 23                  | 1:36,77               | 2                    | 3:18,67      | +1,11    |
| 5    | 10    | Lasse Kjus                      | Norvegia             | 1:38,97              | 2                   | 1:40,83               | 7                    | 3:19,80      | +2,24    |
| 6    | 9     | Paul Accola                     | Svizzera             | 1:39,62              | 4                   | 1:42,64               | 10                   | 3:22,26      | +4,70    |
| 7    | 14    | Patrick Staudacher              | Italia               | 1:39,23              | 3                   | 1:43,24               | 11                   | 3:22,47      | +4,91    |
| 8    | 31    | Jean-Philippe Roy               | Canada               | 1:43,31              | 31                  | 1:39,37               | 6                    | 3:22,68      | +5,12    |
| 9    | 26    | Jernej Koblar                   | Slovenia             | 1:41,70              | 19                  | 1:41,77               | 9                    | 3:23,47      | +5,91    |
| 10   | 46    | Stanley Hayer                   | Rep. Ceca            | 1:45,30              | 37                  | 1:39,14               | 5                    | 3:24,44      | +6,88    |
| 11   | 44    | Kilian Albrecht                 | Austria              | 1:43,32              | 32                  | 1:41,63               | 8                    | 3:24,95      | +7,39    |
| 12   | 28    | Borek Zakouřil                  | Rep. Ceca            | 1:41,64              | 18                  | 1:43,56               | 12                   | 3:25,20      | +7,64    |
| 13   | 12    | Alessandro Fattori              | Italia               | 1:40,15              | 8                   | 1:45,42               | 15                   | 3:25,57      | +8,01    |
| 14   | 24    | Andrej Filičkin                 | Russia               | 1:43,04              | 29                  | 1:45,10               | 13                   | 3:28,14      | +10,58   |
| 15   | 35    | Ross Green                      | Regno Unito          | 1:43,30              | 30                  | 1:45,81               | 16                   | 3:29,11      | +11,55   |
| 16   | 43    | Stefan Georgiev                 | Bulgaria             | 1:44,25              | 34                  | 1:45,14               | 14                   | 3:29,39      | +11,83   |
| 17   | 3     | Darin McBeath                   | Canada               | 1:41,07              | 14                  | 1:48,50               | 19                   | 3:29,57      | +12,01   |
| 18   | 30    | Pavel Šestakov                  | Russia               | 1:41,45              | 16                  | 1:48,73               | 22                   | 3:30,18      | +12,62   |
| 19   | 13    | Jakub Fiala                     | Stati Uniti          | 1:41,85              | 21                  | 1:48,58               | 21                   | 3:30,42      | +12,87   |
| 20   | 22    | Jan Holický                     | Rep. Ceca            | 1:42,85              | 28                  | 1:48,30               | 17                   | 3:31,15      | +13,59   |
| 21   | 5     | Antoine Dénériaz                | Francia              | 1:41,91              | 24                  | 1:50,06               | 23                   | 3:31,97      | +14,41   |
| 22   | 34    | Sergej Komarov                  | Russia               | 1:43,47              | 33                  | 1:48,56               | 20                   | 3:32,03      | +14,47   |
| 23   | 37    | Nicolás Arsel                   | Argentina            | 1:48,12              | 39                  | 1:48,46               | 18                   | 3:36,58      | +19,02   |
| 24   | 42    | Ivan Heimschild                 | Slovacchia           | 1:44,89              | 36                  | 1:51,89               | 24                   | 3:36,78      | +19,22   |
| 25   | 40    | Mikola Skrjabin                 | Ucraina              | 1:44,80              | 35                  | 1:56,26               | 25                   | 3:41,06      | +23,50   |
|      | 6     | Michael Walchhofer              | Austria              | 1:39,94              | 5                   | DNF                   |                      |              |          |
|      | 4     | Didier Défago                   | Svizzera             | 1:40,04              | 6                   | DNF                   |                      |              |          |
|      | 11    | Bruno Kernen                    | Svizzera             | 1:40,07              | 7                   | DNF                   |                      |              |          |
|      | 1     | Gregor Šparovec                 | Slovenia             | 1:40,42              | 9                   | DNF                   |                      |              |          |
|      | 20    | Gaëtan Llorach                  | Francia              | 1:40,56              | 10                  | DNF                   |                      |              |          |
|      | 2     | Ed Podivinsky                   | Canada               | 1:40,59              | 11                  | DNF                   |                      |              |          |
|      | 18    | Casey Puckett                   | Stati Uniti          | 1:41,80              | 20                  | DNF                   |                      |              |          |
|      | 29    | Truls Ove Karlsen               | Norvegia             | 1:41,85              | 21                  | DNF                   |                      |              |          |
|      | 23    | Andrej Jerman                   | Slovenia             | 1:42,42              | 25                  | DNF                   |                      |              |          |
|      | 36    | Ondřej Bank                     | Rep. Ceca            | 1:42,71              | 26                  | DNF                   |                      |              |          |
|      | 47    | Alexander Heath                 | Sudafrica            | 1:47,27              | 38                  | DNF                   |                      |              |          |
|      | 25    | Tahir Bisić                     | Bosnia ed Erzegovina | 1:48,68              | 40                  | DNF                   |                      |              |          |
|      | 38    | Agustín García                  | Argentina            | 1:49,77              | 41                  | DNF                   |                      |              |          |
|      | 19    | AJ Bear                         | Australia            | 1:41,02              | 12                  | DSQ                   |                      |              |          |
|      | 8     | Kurt Sulzenbacher               | Italia               | 1:41,49              | 17                  | DNS                   |                      |              |          |
|      | 32    | Maksim Kedrin                   | Russia               | 1:42,81              | 27                  | DNS                   |                      |              |          |
|      | 17    | Cristian Javier Simari Birkner  | Argentina            | DSQ                  |                     |                       |                      |              |          |
|      | 27    | Craig Branch                    | Australia            | DSQ                  |                     |                       |                      |              |          |
|      | 33    | Mitja Dragšič                   | Slovenia             | DSQ                  |                     |                       |                      |              |          |
|      | 39    | Michal Rajčan                   | Slovacchia           | DSQ                  |                     |                       |                      |              |          |
|      | 41    | Patrick-Paul Schwarzacher-Joyce | Irlanda              | DSQ                  |                     |                       |                      |              |          |
|      | 45    | Angel Pumpalov                  | Bulgaria             | DSQ                  |                     |                       |                      |              |          |

Legenda:

DNF = prova non completata

DSQ = squalificato

DNS = non partito

Pos. = posizione

Pett. = pettorale
Discesa libera

Ore: 

Pista: Grizzly

Partenza: 2 787 m s.l.m.

Arrivo: 1 948 m s.l.m.

Lunghezza: 2 679 m

Dislivello: 839 m

Porte: 35

Tracciatore: Helmuth Schmalzl (FIS)
Slalom speciale

Pista: Wildflower

Partenza: 2 113 m s.l.m.

Arrivo: 1 948 m s.l.m.

Dislivello: 165 m

1ª manche:

Ore: 

Porte: 58

Tracciatore: Filip Gartner (Norvegia)

2ª manche:

Ore: 15.00 (UTC-7)

Porte: 60

Tracciatore: Gert Ehn (Austria)